# نيكو كوفمان
نيكو كوفمان هو ملحن وعازف بيانو سويسري، ولد في 24 يونيو 1916 في زيورخ في سويسرا، وتوفي بنفس المكان في 23 نوفمبر 1996.